# Neum

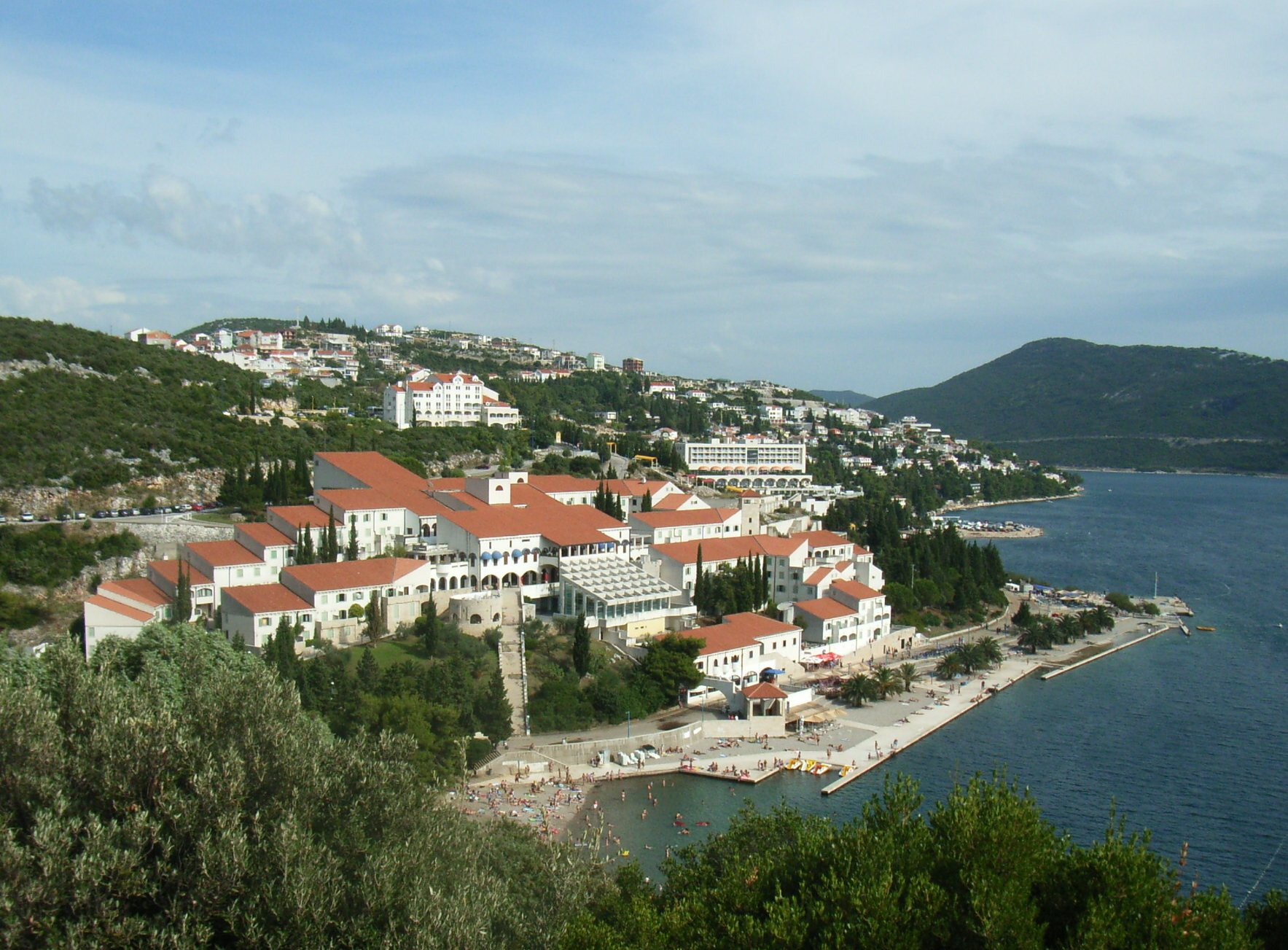
Neum

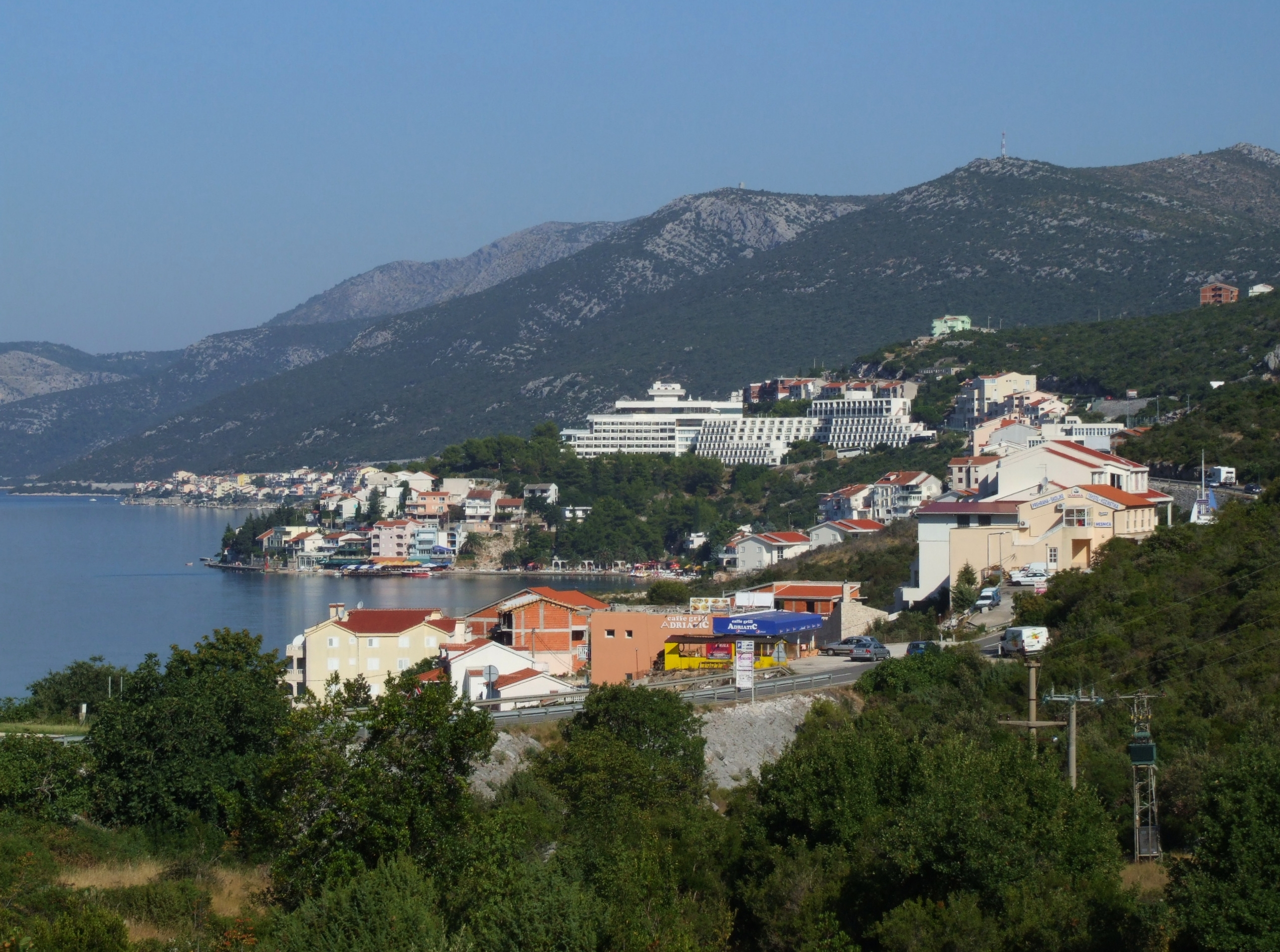
Neum

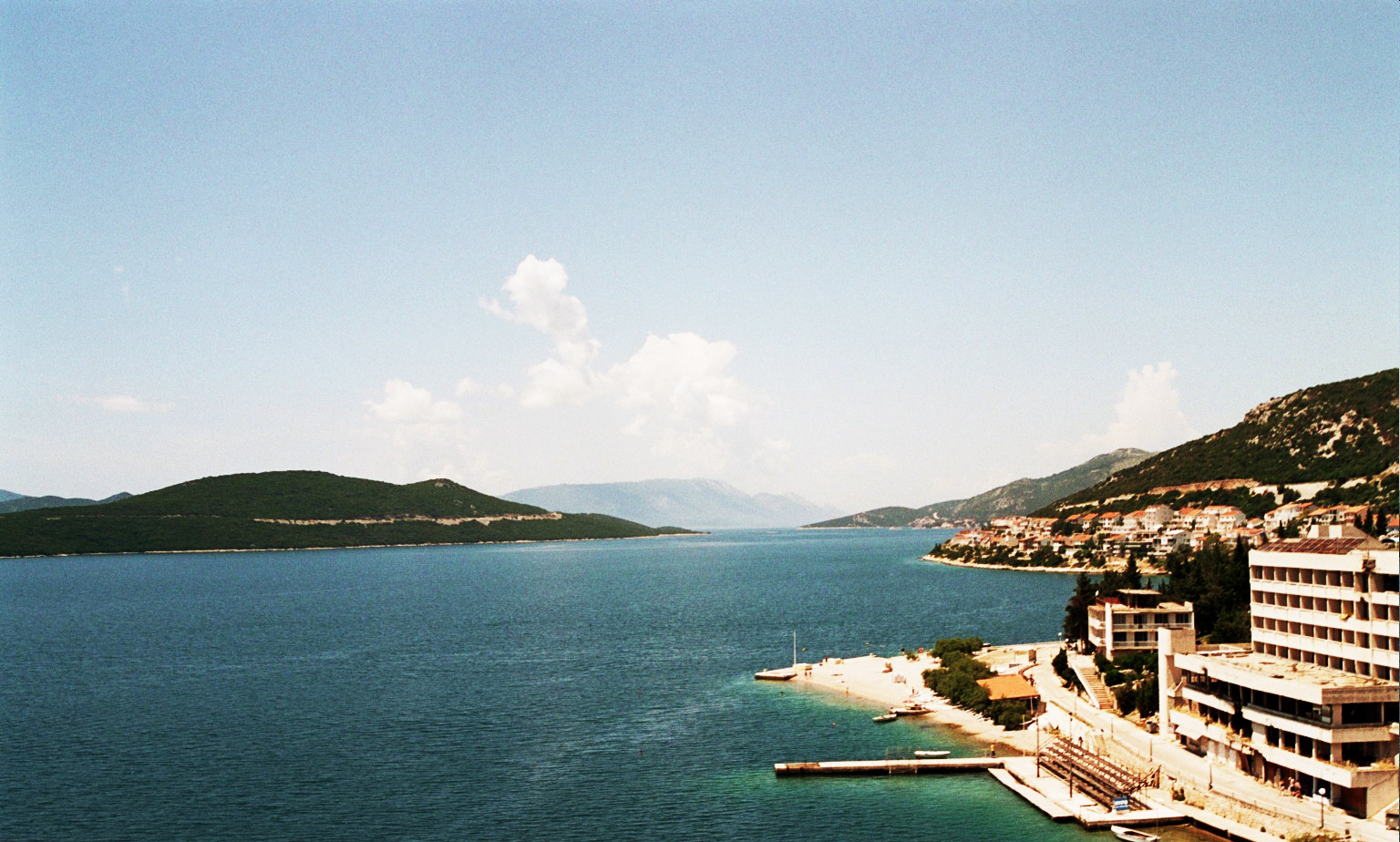
Neum – widok na morze Adriatyckie

Neum – miasto w Hercegowinie, w Federacji Bośni i Hercegowiny, w kantonie hercegowińsko-neretwiańskim, siedziba gminy Neum. W 2013 roku liczyło 3013 mieszkańców, z czego większość stanowili Chorwaci.
Jest to jedyna miejscowość w kraju z dostępem do Morza Adriatyckiego.

## Geografia
Miasto to oddziela północną część kontynentalnej Chorwacji od południowej. Położone jest na kilkunastokilometrowym odcinku wybrzeża dalmatyńskiego pomiędzy chorwackimi miejscowościami.
Neum oddalone jest 60 km od chorwackiego Dubrownika i 80 km od lotniska dubrownickiego. Od Mostaru dzieli to miasto odległość około 70 km. Do najbliższego dworca kolejowego, zlokalizowanego w chorwackim mieście Ploče, jest około 30 km.

## Historia
Początki Neum sięgają 1699 roku, gdy ustanowiono pokój karłowicki, na mocy którego Republika Dubrownicka oddała skrawek wybrzeża adriatyckiego Turcji, żeby nie graniczyć z Republiką Wenecką, a tym samym zapewnić sobie bezpieczeństwo przed ewentualnymi atakami ze strony Wenecjan. Fakt posiadania przez Bośnię i Hercegowinę skrawka wybrzeża adriatyckiego, a tym samym podzielenia Chorwacji na dwie części był często przedmiotem sporu między oboma krajami. W latach powojennych Chorwaci bardzo często zachęcali Bośniaków do sprzedaży swojego wybrzeża bądź zamiany terytorialnej tylko po to, by Chorwacja nie była podzielona na dwie części.
Bośniacy zawsze odrzucali propozycje swojego sąsiada. Ostatnia propozycja złożona przez Chorwatów miała miejsce w listopadzie 1996 roku (kilka miesięcy po zakończeniu działań wojennych w krajach byłej Jugosławii).

### Neum amost Pelješac
W czerwcu 2002 roku powstał projekt rządu chorwackiego, który zakładał budowę mostu łączącego chorwackie miasto Klek z chorwackim półwyspem Pelješac w celu bezpośredniego połączenia obu części Chorwacji. Rząd chorwacki tłumaczył powstanie projektu tym iż zarówno Chorwaci, jak i turyści zagraniczni mają problemy z przejechaniem z jednej części Chorwacji do drugiej. Rząd bośniacki odrzucił te oskarżenia, ale bliżej przyjrzał się problemowi przekraczania granic w tym rejonie. Do budowy mostu nie doszło, bowiem Bośniacy zablokowali tę ideę, argumentując, iż inwestycja ta odetnie Bośni i Hercegowinie drogę do otwartego morza.
Powodem protestu Bośniaków były wstępne założenia projektu mostu określające jego wysokość na około 35 metrów, co uniemożliwiłoby dopłynięcie do portu w Neum dużym statkom (choć port i tak nie ma możliwości obsługi takich statków). W takiej sytuacji rząd chorwacki zdecydował o zmianie konstrukcji podwieszonego mostu Pelješac tak aby zapewnić prześwit wysokości 55 metrów. Zmieniony projekt został zaakceptowany przez obydwie strony w grudniu 2006, uzgodniono też początek budowy na lato roku 2007. Zakładany czas budowy to około 4 lata, a całkowity koszt 200-220 milionów euro. Jego budowa rozpoczęła się w 2009. Na początku 2012 z powodu kryzysu ekonomicznego podjęto decyzję o zawieszeniu budowy mostu i budowie autostrady przez terytorium Bośni i Hercegowiny. Jednak w grudniu 2013 studium wykonalności wskazało rekomendację dla kontynuacji budowy mostu. W czerwcu 2015 r. premier Zoran Milanović ogłosił, że budowa mostu prawdopodobnie zostanie wznowiona. W lutym 2018 Szef Komisji Europejskiej Jean-Claude Juncker oświadczył, że UE jest gotowa wesprzeć finansowo budowę mostu. Przetarg na budowę mostu wygrała chińska firma China Road and Bridge Corporation (CRBC), która w styczniu 2019 rozpoczęła prace przy budowie. W lipcu 2021 oficjalnie ogłoszono ukończenie budowy, a otwarcie mostu nastąpiło 26 lipca 2022.

## Herb miasta
Jego pochodzenie związane jest z rodziną Nikolić, która w przełomie XIII – XV wieku władała na terenach Hercegowiny. Według historyków, właśnie z tego okresu pochodzą pierwsze wzmianki o Neum. Władze miasta, chcąc uczcić pamięć Nikoliciów, postanowiły, że w herbie Neum znajdzie się motyw jastrzębia, który obecny był również w herbie tej rodziny.

## Turystyka
Neum ma rozwiniętą bazę turystyczną. Posiada ponad 5000 miejsc noclegowych dla turystów, z czego 1810 oferują hotele, motele i kwatery prywatne. Występują tutaj piaszczyste plaże, ceny zakwaterowania, jak i wyżywienia są niższe o około 10–30% niż w pobliskiej Chorwacji, dlatego Neum jest doskonałą bazą wypadową dla turystów chcących zwiedzić pobliski Dubrownik, Mostar, Medjugorje czy Czarnogórę.

## Zabytki
Turystom Neum kojarzy się głównie z hotelami, pensjonatami oraz ciepłym Adriatykiem. Do atrakcji tego miasta należą również pomniki i nekropolie z okresu starożytności, będące pozostałością po kulturze Ilirów. Są to:
- Donje Hrasno – nekropolia z II wieku
- Glumina – nekropolia z III wieku
- Hutovo – nekropolia z III wieku